# Scott Cashman
Scott Cashman (Ottawa, Ontario, 1969. szeptember 20. – 2008. szeptember 29.) jégkorongozó kapus.

## Karrier
Junior karrierjét a Kanata Valley Lasersben a Central Canada Hockey League-ben kezdte 1988-ban. A Bostoni Egyetemen kapott ösztöndíjat és 1989-ben itt kezdett játszani és 1993-ig védte az egyetemi csapat hálóját. Az 1989-es NHL-drafton a Minnesota North Stars választotta ki a hatodik kör 112. helyén. Az egyetem után a CoHL-es Detroit Falconsban és az AHL-es Adirondack Red Wingsben védett. 1994-ben vonult vissza.

## Díjai
- NCAA (Hockey East) Az év újonca: 1990
- NCAA (Hockey East) bajnok: 1991